# Nadja Auermann
Nadja Auermann (Berlijn, 19 maart 1971) is een Duits model.
Auermann werd ontdekt in 1990 in een café in Berlijn door Karin Modelling Agency. In 1991 verhuisde van Karin naar Elite Model, een groter modehuis. In 1994 stond ze in de Duitse Vogue en in Harper's Bazaar. Ze heeft opdrachten gedaan voor Versace, Prada, Dolce & Gabbana, Yves Saint Laurent en Armani. Ze werkte steeds samen met bekende fotografen, zoals Helmut Newton.
Auermann is tweemaal gehuwd en heeft een zoon en drie dochters.
- Gemeinsame Normdatei: 12238542X
- International Standard Name Identifier: 0000 0000 9382 9301
- MusicBrainz: e0004ee5-e159-4ce8-8b1e-b7f4a7c559eb
- Virtual International Authority File: 14110292
- WorldCat: E39PBJrrvKvRPHR3p76jthqqQq